# Wormerveer (stacja kolejowa)
Wormerveer – stacja kolejowa w Wormerveer, w prowincji Holandia Północna, w Holandii. Stacja została otwarta w 1869.
| Wormerveer                          |  |                               |
| Linia                               |  |                               |
| Krommenie-Assendelftodległość: 2 km |  | Koog-Zaandijk odległość: 3 km |